# بنانا فیش
بنانا فیش (به انگلیسی: Banana Fish) یک مجموعه مانگا ژاپنی است که توسط آکیمی یوشیدا نوشته و مصورسازی شده‌است. این سری توسط انتشارات شوگاکوکان بین سال‌های ۱۹۸۵ الی ۱۹۹۴ در مجلهٔ شوجو کامیک انتشار یافت. این مجموعه در کشور ژاپن و در قالب نوزده تانکوبون و یازده بونکُوبُون گردآوری شد و به‌وسیله شوگاکوکان به چاپ رسید. عنوان این مجموعه برگرفته از داستان کوتاه یک روز خوش برای موزماهی (۱۹۴۸)، به قلم جی. دی. سلینجر است.داستان مجموعه عمدتاً در دهه ۱۹۸۰ (میلادی) نیویورک سیتی اتفاق می‌افتد و به دنبال اش لینکس، رهبر باند خلافکاران خیابانی است که یک دسیسه جنایتکارانه در رابطه با «موزماهی»، (یک مادهٔ مخدر مرموز که مصرف کنندگانش را شستشوی مغزی می‌دهد) را کشف می‌کند. او در حین تحقیقاتش با ائیجی اوکومورا، یک دستیار عکاس ژاپنی مواجه می‌شود و با وی پیوند نزدیکی برقرار می‌کند.
بر پایه نسخه مانگا، یک مجموعه تلویزیونی انیمه ۲۴ قسمتی نیز به کارگردانی هیروکو اوتسومی دستمایه اقتباس قرار گرفت که پخش آن از ۵ ژوئیه، تا ۲۰ دسامبر ۲۰۱۸ در شبکه فوجی تلویژن ادامه داشت.